# رادوجه دومانوویچ
رادوجه دومانوویچ (انگلیسی: Radoje Domanović؛ ۱۶ فوریهٔ ۱۸۷۳ – ۱۷ اوت ۱۹۰۸) نویسنده، آموزگار، روزنامه‌نگار اهل پادشاهی صربستان بود. بیشتر شهرت وی برای داستان کوتاه طنز وی می باشد. رادوجه دومانوویچ در سال های ۱۸۹۰ تا ۱۸۹۴ در دانشگاه بزرگ بلگراد در رشته لغت‌شناسی به تحصیل پرداخت و داستان هایش را برای اولین بار با بیانی مستقل از دیگر آثار آن زمان نوشت.
دومانوویچ بهترین طنزپرداز در تمام ادبیات صربستان در طول قرن بیستم محسوب می شود. دومانوویچ ، نویسنده ای با استعداد و علاقه مند به سیاست ، از قلم تسخیر ناپذیر خود در برابر بی عدالتی های دموکراسی در حال ساخت استفاده کرد. 
در صربستان، بسیاری از مدارس و کتابخانه ها به نام وی نامگذاری شده است. همچنین بنیادی با نام رادوجه دومانوویچ در صربستان به دادن جوایزی برای داستان های انتقادی و طنز هر ساله به نویسندگان می دهد. در سال ۲۰۱۳ نیز پروژه ای با نام رادوجه دومانوویچ ایجاد شد که به منظور جمع آوری آثار دومانوویچ، ترجمه و انتشار در سراسر جهان بود.